# Dalovice (Karlovy Vary-i járás)
Dalovice település Csehországban, a Karlovy Vary-i járásban. Dalovice Otovice, Sadov és Karlovy Vary településekkel határos. Lakosainak száma 1993 fő (2024. január 1.).

## Népesség
A település lakosságának változását az alábbi diagram mutatja:
| Lakosok száma | 1536 | 2949 | 3276 | 2125 | 1895 | 1870 | 1989 | 2000 | 1888 | 1993 |
|               | 1869 | 1900 | 1921 | 1961 | 1980 | 2011 | 2016 | 2019 | 2021 | 2024 |